# Hieronyma huilensis
Hieronyma huilensis är en emblikaväxtart som beskrevs av José Cuatrecasas. Hieronyma huilensis ingår i släktet Hieronyma och familjen emblikaväxter. Inga underarter finns listade i Catalogue of Life.